# 三字頂
三字頂，是過去廣東東莞一帶流傳的暗語方式，屬於藏詞。

## 說明
只能用與有默契、熟悉的平輩的溝通，在句子加入《千字文》、成語、俗語等四字詞的前三個字，最後一字不說，讓聽者意會。

## 舉例
- 那人姓「辰宿列」、名「長生福」－指此人姓名叫張寿。
- 不要「雞飛狗」－意思是不要走。
- 借「滿地金」－意思是借錢[1]。

## 其他
蘇州黑話：「如日中」為「天」，「腳踏實」為「地」，「滿面春」為「風」，「滿城風」為「雨」，「名落孫」為「山」，「八仙過」為「海」。
天津河東地區以三字頂和徽宗語為黑話，稱三字頂為三字語。